# Castellar de la Ribera
Castellar de la Ribera – gmina w Hiszpanii, w prowincji Lleida, w Katalonii, o powierzchni 60,27 km². W 2011 roku gmina liczyła 159 mieszkańców.